# واين توماس (متزلج جماعي)
واين توماس (بالإنجليزية: Wayne Thomas)‏ هو متزلج جماعي جامايكي، ولد في 10 أكتوبر 1966 في ماندفيل ‏ في جامايكا.

## وصلات خارجية
- واين توماس على موقع أوليمبيديا (الإنجليزية)